# Ouche
L'Ouche è un fiume francese che scorre nella regione della Borgogna-Franca Contea e che sfocia nella Saona.

## Geografia
La sorgente è posta a sud di Lusigny-sur-Ouche. Il fiume scorre verso nord e poi verso nord-est: a Pont-d'Ouche riceve alcuni affluenti, tra cui la Vandenesse da sinistra. A Sainte-Marie-sur-Ouche comincia a virare ad est, quindi bagna la città di Digione dove piega ancora verso sud-est. Dopo Longvic, località in cui nel fiume si getta il Suzon, l’Ouche, ormai uscita nella pianura, incontra soltanto piccoli villaggi fino al termine del suo percorso, dopo Échenon, dove confluisce nella Saona.